# The Cooper Temple Clause
The Cooper Temple Clause foi uma banda britânica, composta por 6 membros, que iniciou suas atividades em 1998. A banda fez vários shows em vários países e gravou no total 3 CDs.

## Origem do nome
O nome da banda é relacionado à Cláusula Cowper-Temple. A Cláusula Cowper-Temple está relacionada a obrigatoriedade de ir a escola na Inglaterra e no País de Gales.

## História
No ano de 2000 a banda conseguiu um contrato com a gravadora RCA, lançando assim alguns singles e EPs. Dois anos se passaram e e banda lançou, em 2002, o seu primeiro CD, chamado See This Through and Leave, que recebeu boas críticas. Uma versão limitada foi lançada, com faixas bônus e algumas músicas ao vivo. Com esse CD a banda conseguiu obter o 28° lugar nos charts na Inglaterra.
Em 2003 a banda lançou o seu segundo CD: Kick Up The Fire, And Let The Flames Break Loose, conseguindo uma atuação em âmbito internacional com a música Promises, Promises e o videoclipe da música Blind Pilots. O estilo da banda mudou um pouco, pendendo um pouco mais para eletrônico. Após o lançamento do CD a banda conseguiu a posição de número 5 no charts ingleses. O CD foi extremamente aclamado pelos fãs e pela crítica.
Em 2005 o baixista da banda, Didz Hammond, deixou a mesma para entrar em outra banda: Dirty Pretty Things, onde alguns dos ex-integrantes da Libertines estão. Mesmo com a saída do membro a banda continuou a tocar e lançou em 2007 o seu último álbum: Make This Your Own. No último CD da banda é possível notar a forte influência eletrônica na banda.
No dia 24 de abril de 2007 foi anunciado no site oficial da banda o fim do The Cooper Temple Clause. O motivo principal alegado para o fim da banda foi que os membros queriam buscar outros interesses, fora do âmbito musical. De acordo com os próprios artistas o motivo não foi intrigas ou algo similar.

## Membros
- Tom Bellamy - guitarra, baixo, sintetizador, teclado, percussão, vocal, batidas, corneta, composição das músicas, dentre outros.
- Daniel Fisher - guitarra, baixo, vocal e composição das músicas.
- Ben Gautrey - guitarra, baixo, vocal e teclado.
- Jon Harper - bateria, percussão e vocal.
- Kieran Mahon - teclado, piano, sintetizador, órgão, guitarra, baixo e vocal.
- Didz Hammond (Até 2005) - baixo, sintetizador, guitarra e vocal.

## Discografia

### Álbuns
- See This Through And Leave (2002)
- Kick Up The Fire, And Let The Flames Break Loose (2003)
- Make This Your Own (2007)